# فرودگاه بین‌المللی اوگدنزبرگ
فرودگاه بین‌المللی اوگدنزبرگ (به انگلیسی: Ogdensburg International Airport) یک فرودگاه همگانی بهره‌برداری هوایی با کد یاتا OGS است که یک باند فرود آسفالت دارد و طول باند آن ۱۵۸۵ متر است. این فرودگاه در کشور ایالات متحده آمریکا قرار دارد و در ارتفاع ۹۱ متری از سطح دریا واقع شده‌است.

## شرکت‌های هواپیمایی و مقصدهای پروازی

### مسافری
| شرکت‌های هواپیمایی | مقصدهای پروازی                                                                      |
| ----------------- | ----------------------------------------------------------------------------------- |
| الیجنت ایر        | فورت لادردیل–هالیوود، اورلندو سنفورد، سن پترزبورگ-کلیرواتر (آغاز از ۱۶ نوامبر ۲۰۱۷) |
| کیپ ایر           | آلبانی                                                                              |

Airline flights (Mohawk DC-3s) started in 1957 after the airport got a 3800-ft paved runway.
A handful of tenants besides Cape Air are at the airport:
- St. Lawrence Flying Club Incorporated – fixed wing and rotary flight training